# Homero Expósito
Homero Aldo Expósito (ur. 5 listopada 1918, zm. 23 września 1987) – argentyński poeta, twórca liryki tanga. Współpracował ze swoim bratem, kompozytorem Virgilio Exposito.
Znany jest z tang Percal, Naranjo en flor, Margó, Flor de lino, Qué me van a hablar de amor, Ese muchacho Troilo, Te llaman Malevo, oraz Yo soy el tango.